# سوبر ماريو 64 دي أس
سوبر ماريو 64 دي أس (بالإنجليزية: Super Mario 64 DS) (باليابانية: スーパーマリオ64DS)، هي لعبة فيديو إلكترونية من نوع منصات، أنتجت سنة 2004 ونشرها شركة نينتندو اليابانية. وهي نسخة جهاز نينتندو دي أس من لعبة سوبر ماريو 64 لجهاز نينتندو 64.

## وصلات خارجية
- Super Mario 64 DS at نينتندو.com
- Super Mario 64 DS نسخة محفوظة 28 سبتمبر 2007 على موقع واي باك مشين. at آي كوي.com